# Фані Елофф
Фані Елофф (англ. Stephanus Johannes Paulus Eloff; 7 жовтня 1885 - 20 листопада 1947, Гаутенг, ПАР) — південноафриканський скульптор.

## Життєпис
Був шостою дитиною та другим сином у родині Фредеріка Крістоффеля Елофа (Frederik Christoffel Eloff) та Елсі Францини Елофф (Elsie Francina Eloff), уродженої Крюгер. Батько матері, 5-й президент Південно-Африканської республіки (1883-1900), Пауль Крюгер жив неподалік них.
У юності разом з іншими майбутніми Південно-африканськими художниками, такими як Якоб Хендрік Пеніф (Jacobus Hendrik Pierneef), Жерар Мурдейк (Gerard Moerdijk) і Гордон Лейт (Gordon Leith) до початку англо-Бурської війни (1899) модельну школу Staats Model School у Преторії.
Після падіння Преторії 3 вересня 1900 Елофф з сім'єю разом з Паулемо Крюгером емігрував до Швейцарії.
Після смерті Крюгера у 1904 сім'я повернулася до Преторії і Фані Елофф завершив навчання. Потім він вступив до Південно-Африканської гірничої школи в Йоганнесбурзі, щоб вивчати там геологію.
У 1908 вирішив продовжити навчання в Європі, в університеті Сорбонни в Парижі. Познайомившись із творчістю знаменитих французьких скульпторів, він вирішив присвятити себе роботі в галузі скульптори. У Парижі він вступив на анатомічні курси Jardin Des Plantes і в скульптурний-клас художньої школи Пітера Девіда Едстрома (Peter David Edstrom).
Завдяки своїй любові до образотворчого мистецтва та мистецтва танцю, познайомився з паризькими майстрами балету. Танцюристи багато позували йому, а скульптор здобув популярність зображеннями оголених танцюристів та спортсменів.
У 1924 скульптор брав участь у мистецькому конкурсі, що проводився в рамках Паризької Олімпіади в 1924. Там виставлялися його роботи Метатель списа та Боксер. Призових місць скульптури не здобули.
У роки Другої Світової Війни (1939-1945) Париж зайнятий німцями і Елофф повернувся до Південної Африки.
У 1945 Південно-Африканська Академія наук і мистецтв за заслуги в галузі мистецтва нагородила скульптора почесною медаллю. На той час його здоров'я похитнулося, Елофф не міг довго працювати.
20 листопада 1947 помер під час операції в лікарні Преторії. Всю його нерухомість, включаючи майстерню в Парижі, в 1948 виставили на торги. Сам скульптор був похований на Західному цвинтарі Преторії.

## Виставки
- Персональна виставка в Pretoria City Hall (1912)
- Спільна виставка Фані Елофф з художником-пейзажистом Якобом Хендріком Пеніфом (Jacobus Hendrik Pierneef) у Jewish Guild Hall, Йоганнесбург (1929)
- Спільна виставка Eloff та Pierneef у Pierneef's House Elangen, Преторія (1941)
- Предаукціонна виставка в Christie's Gallery, Йоганнесбург (1948)
- Ретроспективна виставка робіт художника в Mapungubwe Museum, Університет Преторії (2011)

## Скульптури
Збереглося близько 102 робіт скульптора. Частина з них знаходяться в колекціях відомих художніх музеїв, таких як Художній музей Преторії, Університет Преторії, Центр Жоржа Помпіду, Національний музей історії культури, Будинок-музей П. Крюгера, Національна галерея мистецтв у Кейптауні, Південно-Африканська Академія наук.

## Галерея

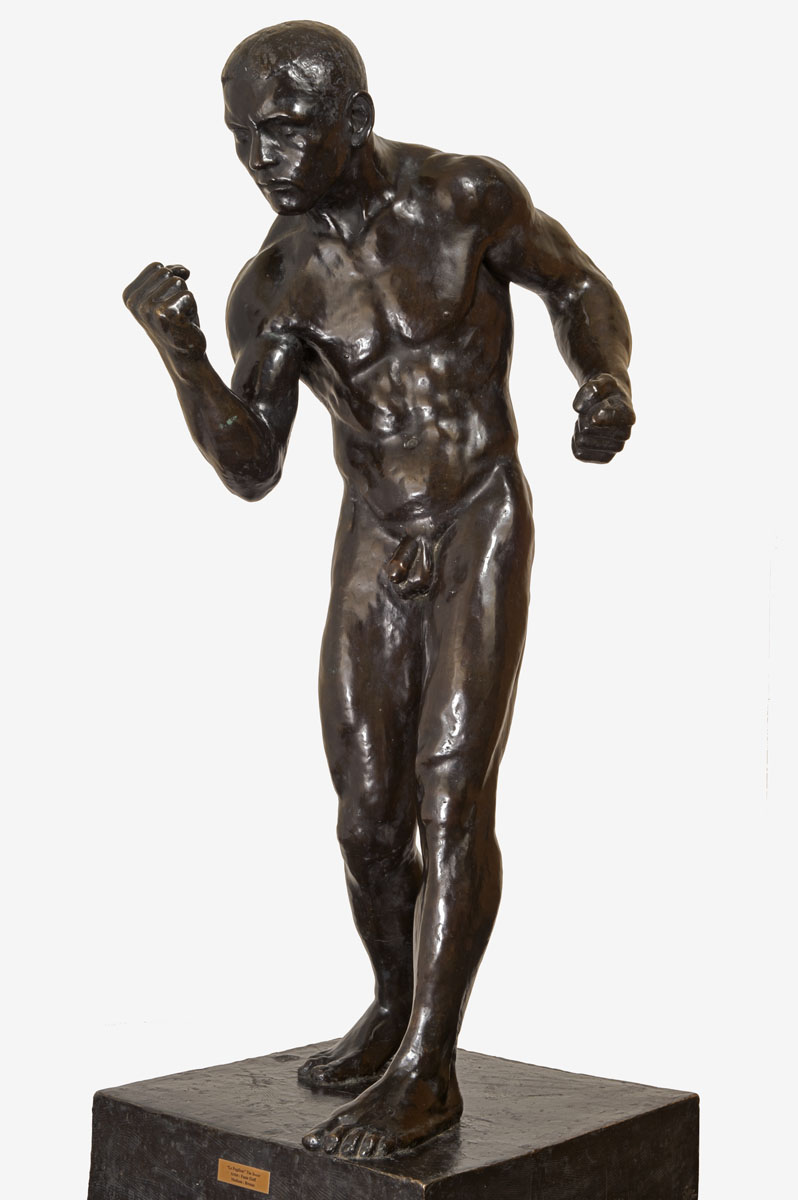
Скульптура Фані Елофа «Боксер», Бронза, 1912. 1050 мм заввишки.
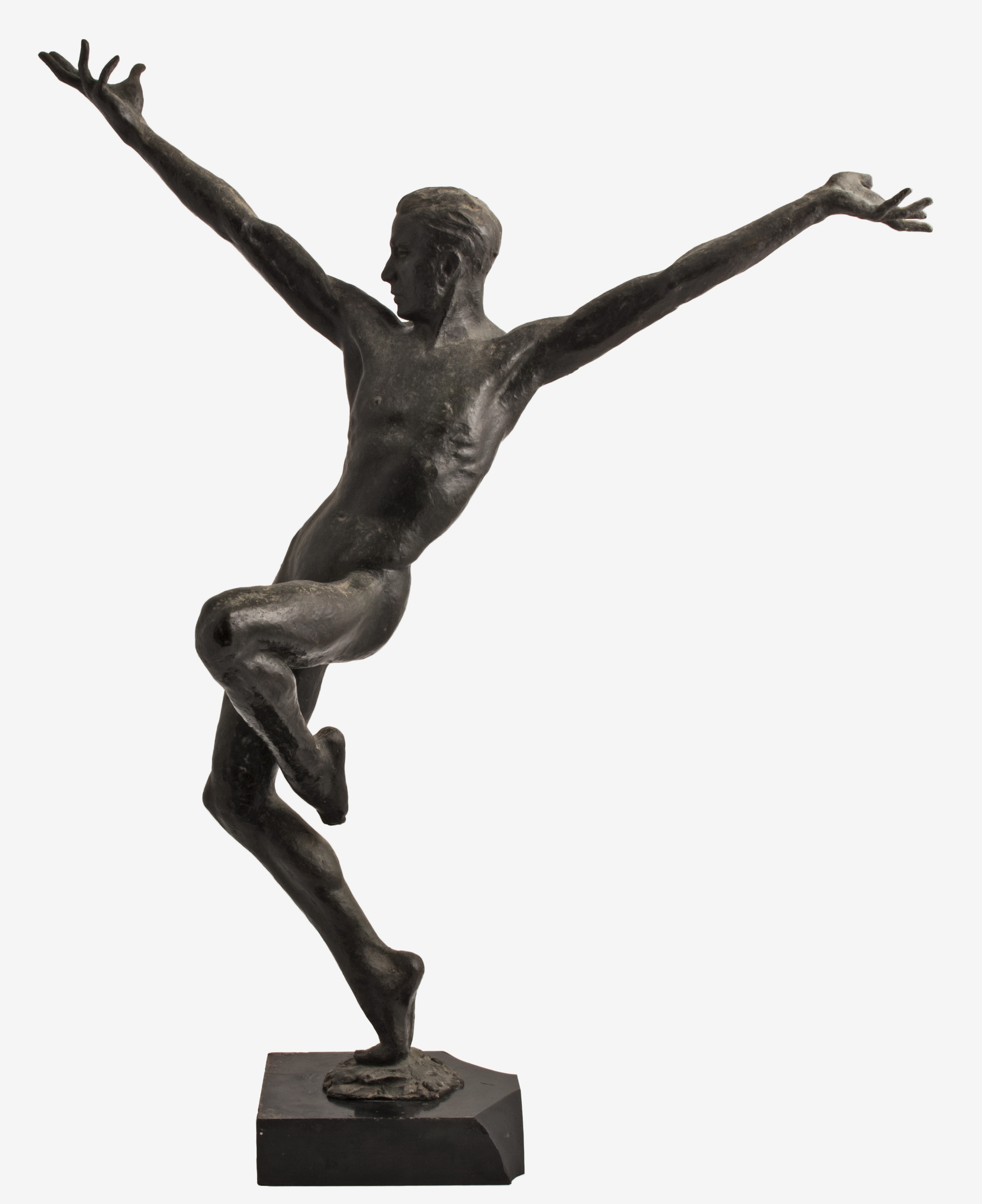
Скульптура Фані Елофа «Рапсодія». Бронза, 1935. Вис. 820 мм.
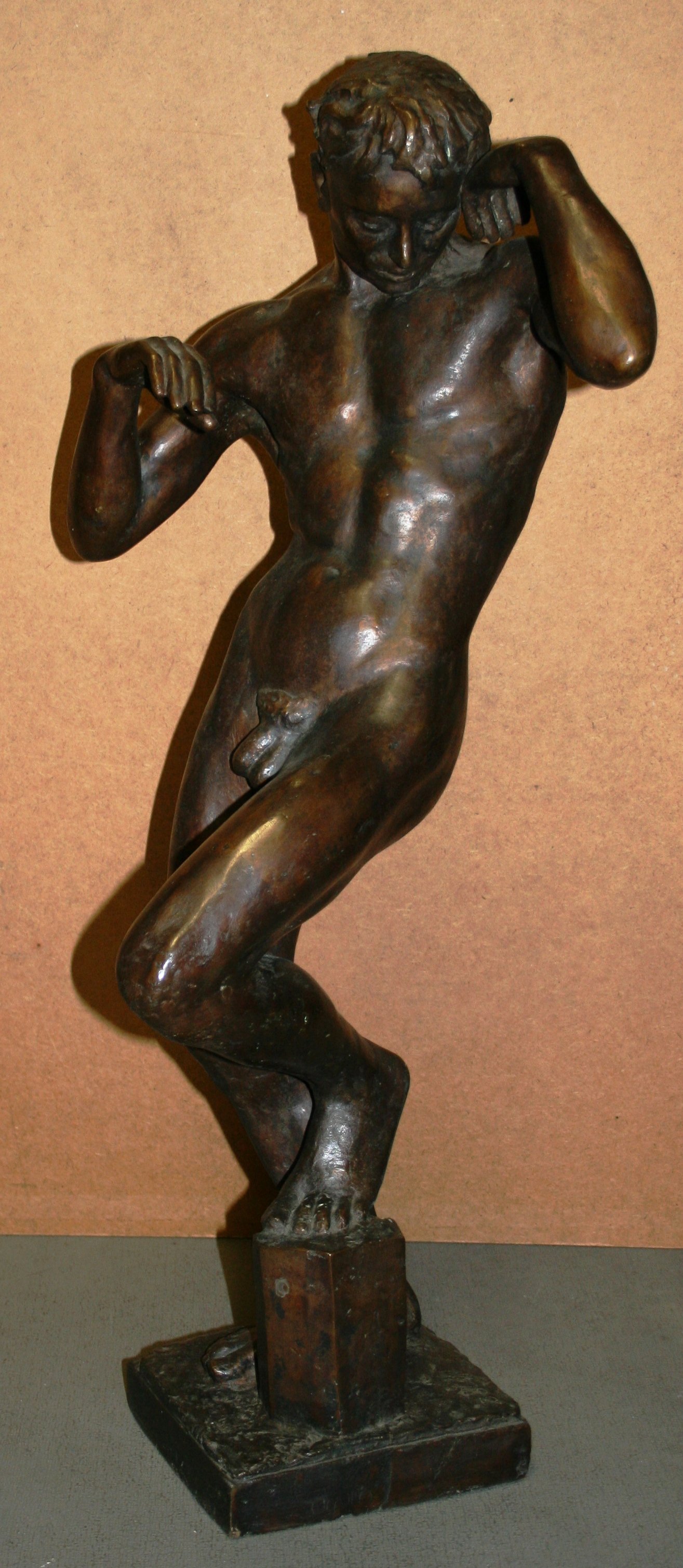
Нарцис
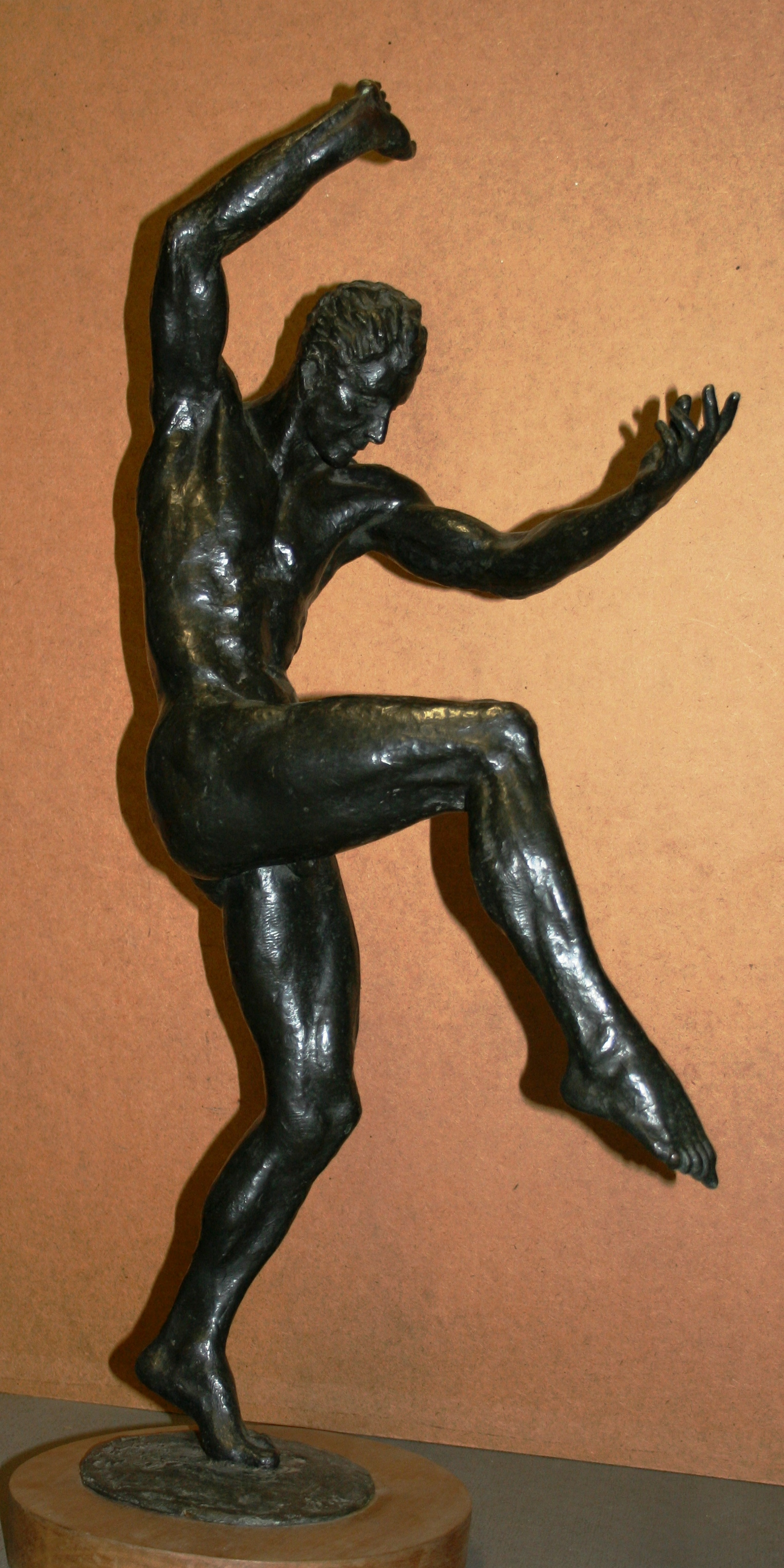
Танцюрист
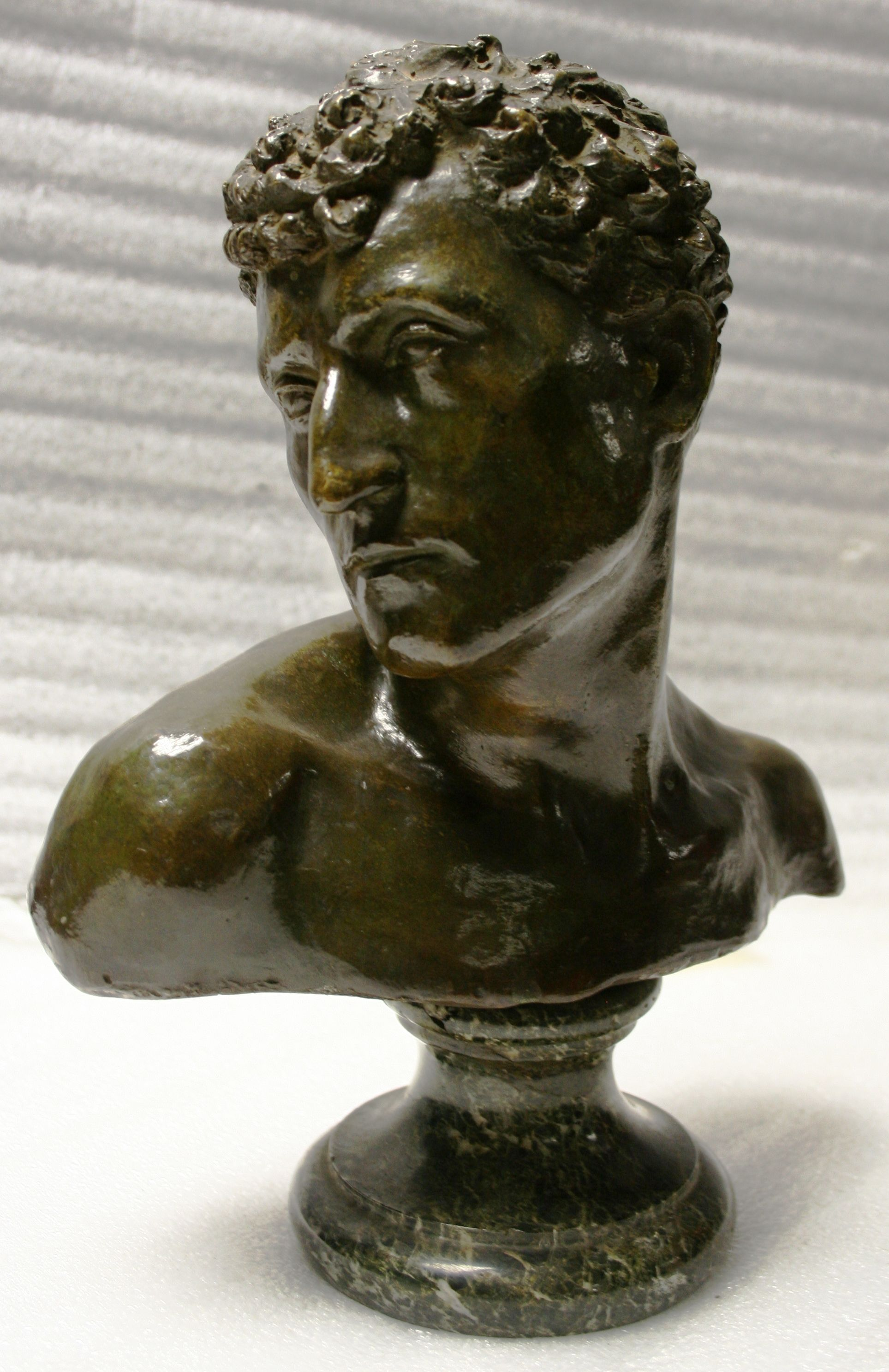
Грецький бюст
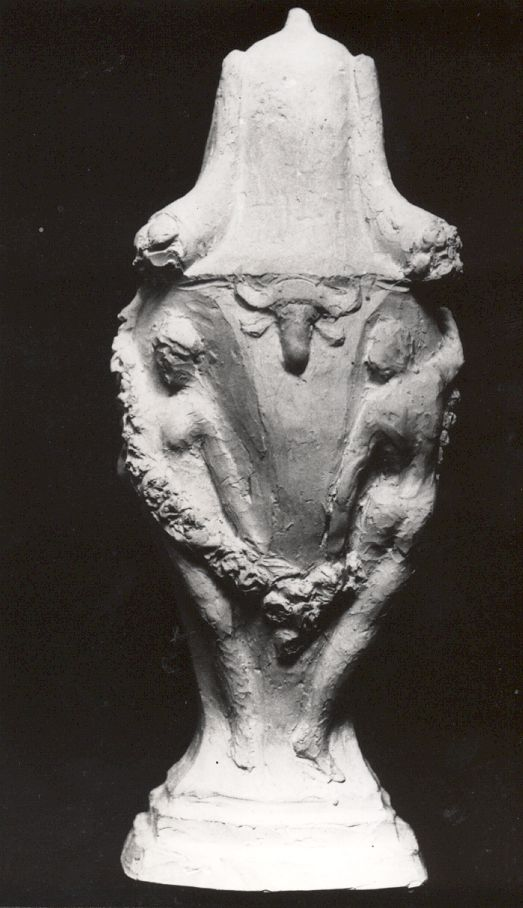
Союз
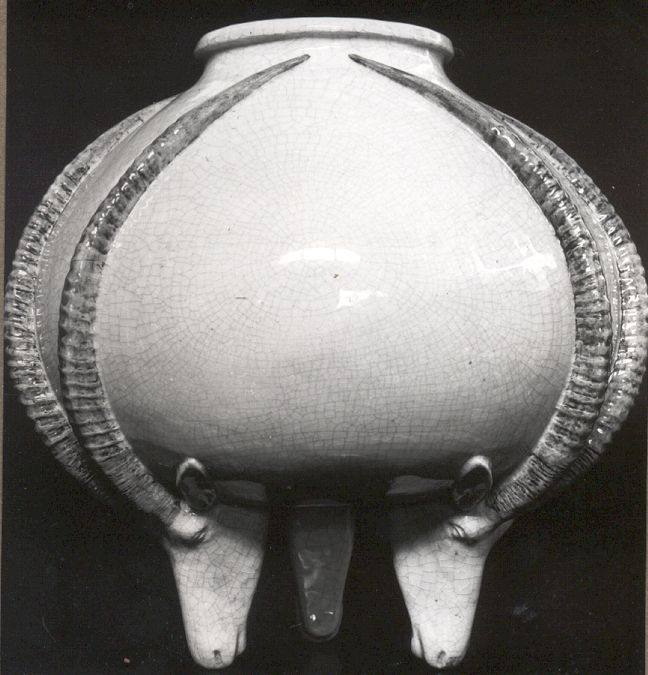
Ваза антилопа
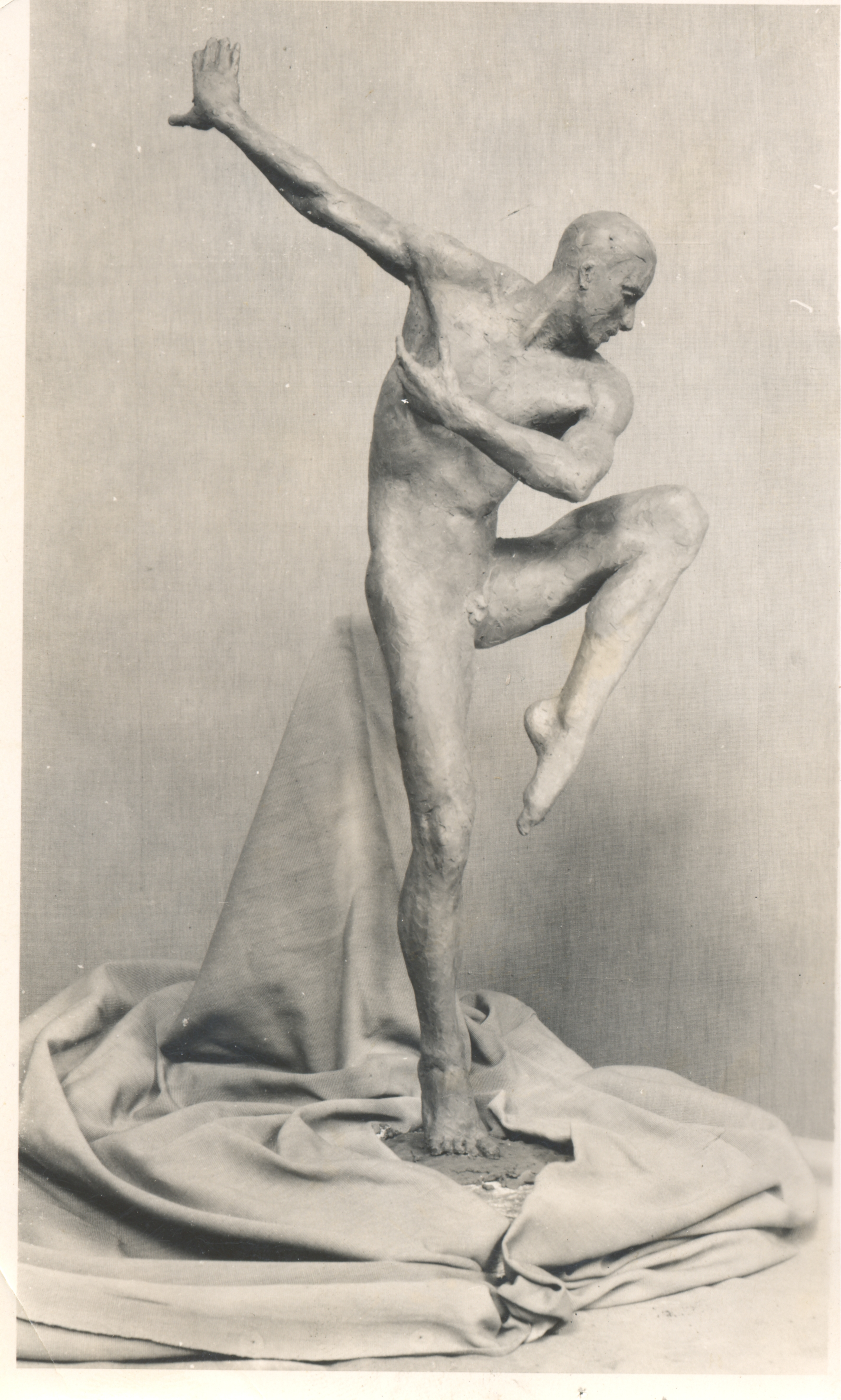
Балет II